# Koopa Paratroopa
Koopa Paratroopa is een speelfiguur van de Mario Bros computerspellen, lijkt veel op Koopa Troopa, maar heeft ook vleugels.
Koopa Paratroopa komt in zeer veel Mario-spellen voor. Hierbij vervult hij veelzijdige taken. Vaak is hij een vijand van Mario, waarbij hij zwevend in de lucht een blokkade probeert te zijn voor Mario. Of hij springt in een onregelmatig patroon laag over de grond, zodat het moeilijk is om hem te ontwijken. Koopa Paratroopa komt onder andere voor in Mario Kart: Double Dash!! (hier is hij een team met Koopa Troopa) Super Smash Bros. Brawl en in de Yoshi's Island spellen.
Koopa Paratroopa dient niet verward te worden met Lakitu. Dit is namelijk ook een vliegende schildpad, alleen zit deze op een wolk.
Al met al hij is een vaste sidekick in verschillende Nintendo spellen, en komt hij nog regelmatig voor als vijand in de meer klassieke Mario platform games.